# Łucznictwo

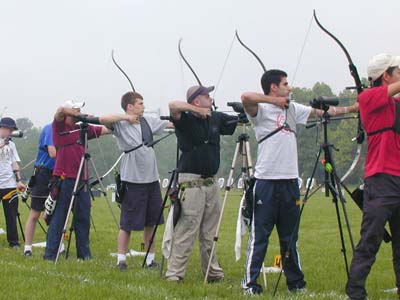
Zawody łucznicze

Łucznictwo – umiejętność i praktyka posługiwania się łukiem.

## Łucznictwo tradycyjne
Łucznictwo tradycyjne to sztuka posługiwania się repliką bądź rekonstrukcją łuku historycznego, wyglądem oraz charakterystyką zbliżoną do zachowanych egzemplarzy historycznych przy użyciu dawnych technik strzeleckich. W łucznictwie tradycyjnym można wyróżnić dwa style strzelania: przy użyciu techniki śródziemnomorskiej, jak w łucznictwie sportowym, oraz przy użyciu pierścienia łuczniczego, tzw. zekiera. 
Osobną formą łucznictwa tradycyjnego jest łucznictwo konne.
Z łucznictwa tradycyjnego w XIX wieku wyewoluowało łucznictwo sportowe i w takiej formie obecnie reprezentowane jest na igrzyskach olimpijskich.

## Łucznictwo sportowe

### Dyscypliny

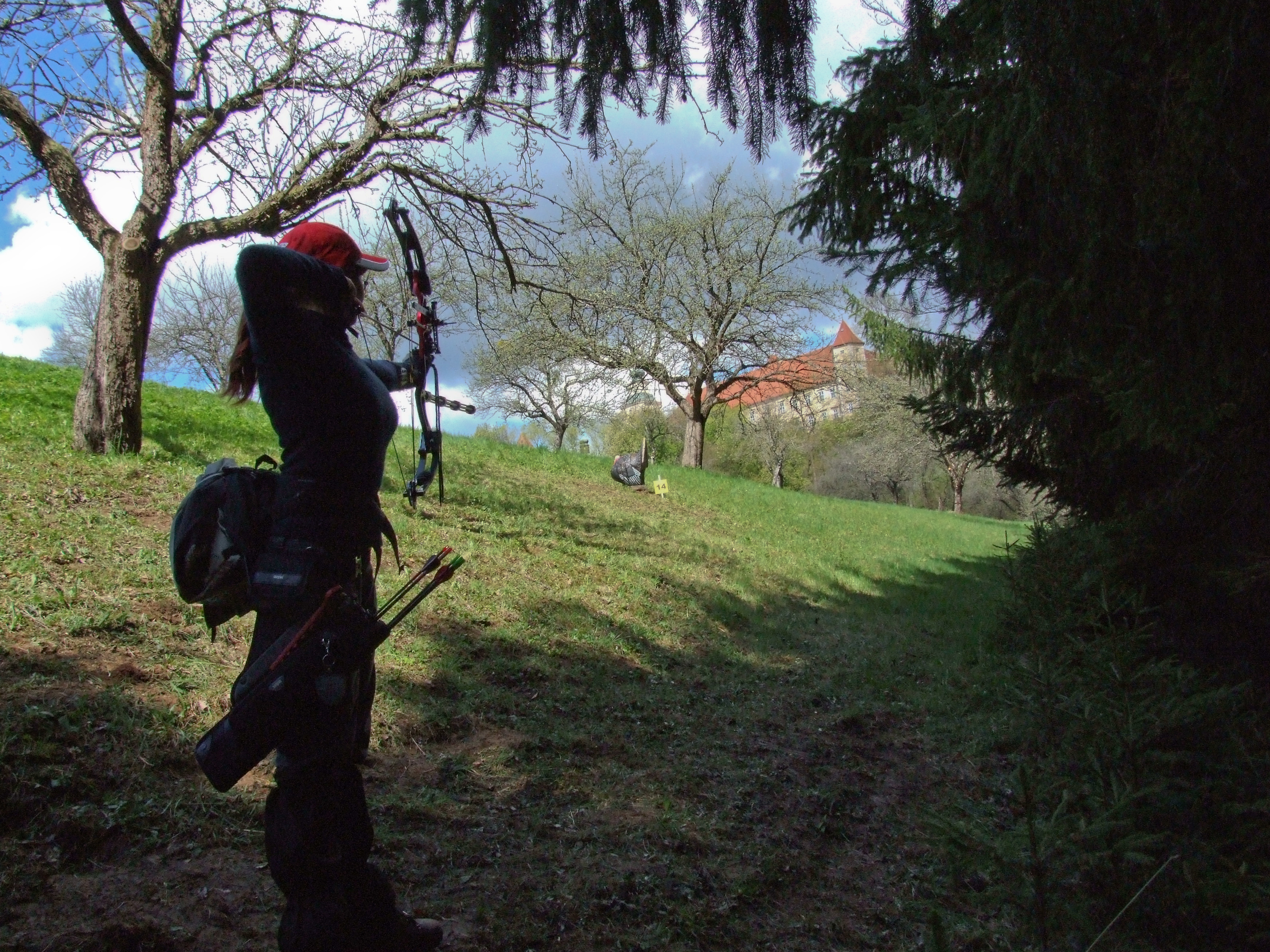
Zawody łucznicze 3D

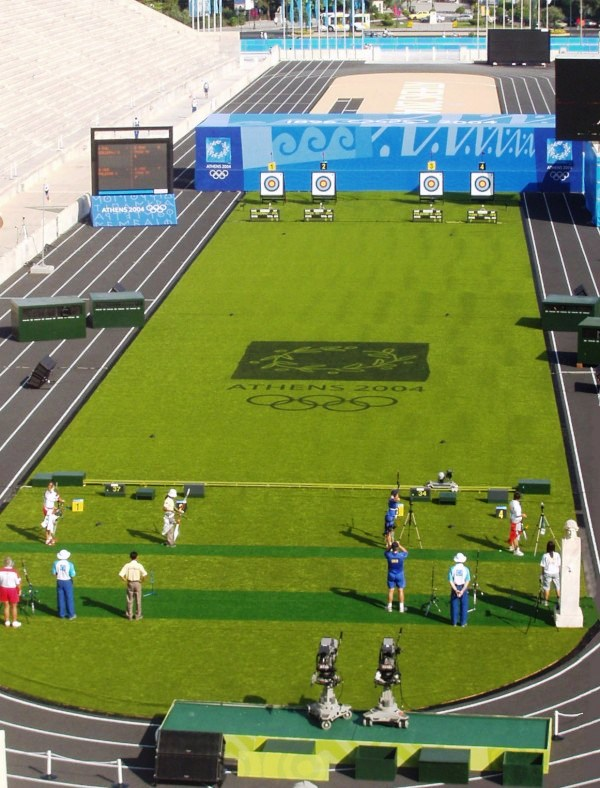
Łucznictwo podczas Igrzysk Olimpijskich w Atenach, 2004

Zgodnie z regulaminem FITA, zawody odbywają się w następujących dyscyplinach:
- Łucznictwo na torach otwartych
- Łucznictwo halowe
- Łucznictwo polowe
- Łucznictwo niepełnosprawnych
- Łucznictwo biegowe
- Łucznictwo – do celu na odległość (clout archery)
- Łucznictwo – strzelanie na odległość
- Łuczniczy biathlon
- Łucznictwo 3D

### Kategorie
Ograniczenia dotyczące sprzętu w używanego poszczególnych kategoriach według regulaminu FITA:
| Kategoria                  | Sprzęt |
| -------------------------- | --- |
| Łuk klasyczny (olimpijski) | - łuk z pojedynczą cięciwą, rozpiętą bezpośrednio między gryfami ramion, niedozwolony jest majdan z możliwością strzelania przez majdan - cięciwa naciągana i zwalniana palcami, może posiadać owijkę i siodełko na strzałę - cięciwa bez przezierników i znaczników ułatwiających celowanie, dopuszczalny jest jedynie jeden element służący jako znacznik ust lub nosa - celownik bez pryzmatów, soczewek ani innych urządzeń powiększających i poziomujących - dopuszczalne są regulowane podstawki pod strzałę, buttony i klikery - stabilizatory nie mogą dotykać cięciwy ani czegokolwiek prócz łuku - średnica promienia strzały nie może przekraczać 9,3 mm (grot 9,4 mm) |
| Łuk bloczkowy              | - naciąg łuku jest mechanicznie zmieniany przez system krążków i krzywek (maksymalna siła naciągu to 60 funtów) - cięciwa może być naciągana i zwalniana palcami lub spustem - dopuszcza się stosowanie pętelki i przezierników na cięciwie - dopuszczalne jest stosowanie celowników wyposażonych w urządzenia poziomujące i szkło powiększające lub pryzmat, z wyjątkiem urządzeń elektronicznych - stabilizatory nie mogą dotykać cięciwy ani czegokolwiek prócz łuku - średnica promienia strzały nie może przekraczać 9,3 mm (grot 9,4 mm) |
| Łuk standardowy            | - łuk prostego kształtu, składany lub jednoczęściowy - nie dopuszcza się regulowanych podstawek pod strzałę - celownik bez zębatek i mikroregulacji - ochrona palców bez usztywnienia - nie można stosować lornetek, teleskopów itd. do obserwacji trafień |
| Łuk goły (barebow)         | - łuk pozbawiony jest wszystkich akcesoriów z wyjątkiem podstawki pod strzałę i buttonu. - nie dopuszcza się jakichkolwiek oznaczeń, nacięć itp., które mogłyby ułatwiać celowanie - dozwolone jest używanie technik string walking oraz face walking |

W łuku klasycznym i bloczkowym można korzystać ze sprzętu optycznego po lub przed oddaniem strzału. Sprzęt ten nie może być częścią łuku, może być za to umieszczony na statywie.

### Tory łucznicze

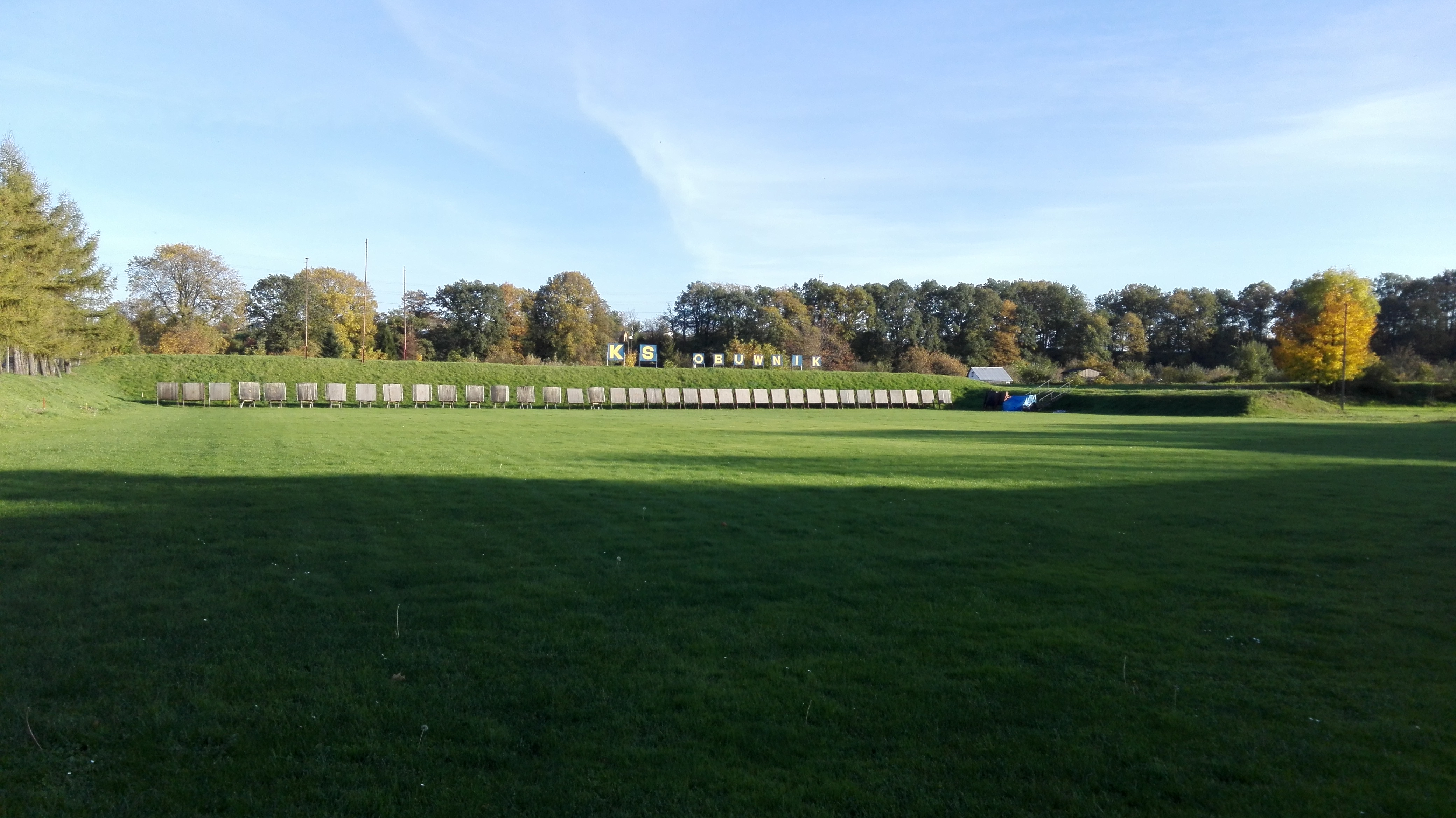
Tor łuczniczy klubu Obuwnik Prudnik

W łucznictwie sportowym na torach otwartych, kobiety strzelają z odległości 70, 60, 50 i 30 m, a mężczyźni z 90, 70, 50 i 30 m. Odległości te są mniejsze w przypadku młodszych kategorii wiekowych.
Teren torów łuczniczych musi być równy, z wykoszoną trawą, ustawiony w kierunku północnym.

### Tarcze

Tarcza 80 cm z polami punktowanymi 1-10 oraz najmniejszym polem "X"

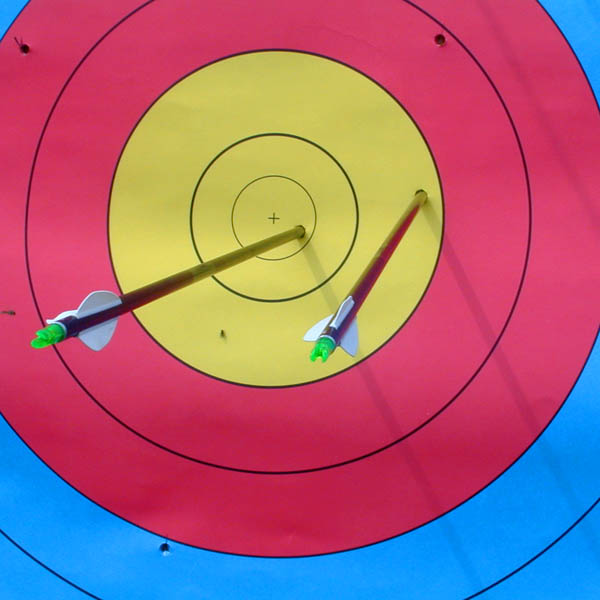
Dwie strzały w tarczy

Tarcza łucznicza składa się z 10 pól w pięciu kolorach:
- złotym (punkty 10 i 9),
- czerwonym (punkty 8 i 7),
- niebieskim (punkty 6 i 5),
- czarnym (punkty 4 i 3)
- białym (punkty 2, 1 i 0).

Wewnątrz pola punktowanego 10 umieszczany jest dodatkowy, mniejszy okrąg (tzw. "X"). Trafienie w to pole jest liczone w kategorii łuków bloczkowych (zawody halowe), za 10 pkt, zaś pozostała część złotego pola to 9 pkt. Liczba trafień w pole "X" jest również używana do określenia zwycięzcy w przypadku uzyskania takiej samej liczby punktów oraz liczby trafień w pole 10. 
Różne warianty tarczy mogą mieć średnicę 122, 80, 60 i 40 cm. Dodatkowo, w czasie zawodów na torach otwartych używa się tarcz 80 cm z usuniętymi polami 1-5 lub 1-4 (pozostają strefy punktowane 10-6 lub 10-5). W czasie zawodów halowych, stosuje się warianty tarcz 60 i 40 cm, z usuniętymi polami 1-5 (pozostają strefy punktowane 10-6, a sama tarcza ma odpowiednio 30 i 20 cm). Takie tarcze występują w układzie po 3 na jednym arkuszu – w układzie pionowym lub rozmieszczone na planie trójkąta.
Do tarczy 20 cm strzelają na hali wszystkie kategorie wiekowe, nie wliczając w to dzieci, na odległość 18 m. Rzadko używana tarcza o średnicy 40 cm jest stosowana podczas zawodów w otwartym terenie przez starsze kategorie wiekowe na odległości 30 m.

### Kategorie wiekowe
W Polsce od 2010 roku w łucznictwie sportowym obowiązują następujące kategorie wiekowe:
- Dzieci młodsze w wieku do 10 lat (odległość 10 m, tarcza 122 cm, 18 (6×3) strzał);
- dzieci starsze w wieku 11-12 lat (odległości 25 i 20 m do tarczy 122 cm, 15 i 10 m do tarczy 80 cm, po 18 (6×3) strzał na każdą odległość);
- młodzicy młodsi w wieku 13-14 lat (odległości 40 m do tarczy 122 cm i 20 m do tarczy 80 cm, dwa razy po 36 (12×3) strzał na każdą odległość);
- młodzicy starsi w wieku 15 lat (odległość 50 m do tarczy 122 cm i 30 m do tarczy 80 cm, dwa razy po 36 (12×3) strzał na każdą odległość);
- juniorzy młodsi (kadet) wiek 16-17 lat
  - mężczyźni: odległości 70 i 60 m do tarczy 122 cm, po 36 (6×6) strzał na odległość, odległości 50 i 30 m do tarczy 80 cm, po 36 (12×3) strzał na odległość;
  - kobiety: odległości 60 i 50 m do tarczy 122 cm, po 36 (6×6) strzał na odległość, odległości 40 i 30 m do tarczy 80 cm, po 36 (12×3) strzał na odległość;
- juniorzy wiek 18-20 lat
  - mężczyźni: odległości 90 i 70 m do tarczy 122 cm, po 36 (6×6) strzał na odległość, odległości 50 i 30 m do tarczy 80 cm, po 36 (12×3) strzał na odległość;
  - kobiety: odległości 70 i 60 m do tarczy 122 cm, po 36 (6×6) strzał na odległość, odległości 50 i 30 m do tarczy 80 cm, po 36 (12×3) strzał na odległość;
- seniorzy to osoby od 18 roku wzwyż (odległości jak w kategorii junior).

Istnieje również kategoria młodzieżowiec, czyli senior w wieku 21-23 lata.

### Łucznictwo sportowe w Polsce
W Polsce istnieje wiele organizacji związanych z łucznictwem, między innymi Polski Związek Łuczniczy z siedzibą w Warszawie. 
Pierwsze mistrzostwa świata w 1931 odbyły się w Polsce we Lwowie, a pierwszymi mistrzami świata byli Polacy: Michał Sawicki i Janina Kurkowska-Spychajowa, która złote medale indywidualnie zdobywała łącznie siedem razy.
Reprezentacja Polski zdobyła dwa medale olimpijskie w łucznictwie – oba w konkurencjach kobiecych. Srebrny medal na Igrzyskach Olimpijskich w Monachium (1972) zdobyła Irena Szydłowska, a brązowy na Igrzyskach w Atlancie (1996) drużyna w składzie: Iwona Dzięcioł, Katarzyna Klata, Joanna Nowicka, której trenerem był Stanisław Stuligłowa.